# Ormbergets naturreservat
Ormbergets naturreservat är ett naturreservat i Åsele kommun i Västerbottens län.
Området är naturskyddat sedan 2019 och är 162 hektar stort. Reservatet ligger på sydvästsluttningen av Ormberget och består av grannaturskog med inslag av tallnaturskog och några kärr.